# Carduoideae
Carduoideae je potporodica glavočika. Sastoji se od jednog imenovanog tribusa i Cavea, Carduoid roda nesigurnog položaja.

## Rodovi
1. Subfamilia Carduoideae Cass. ex Sw.
  1. Tribus Cardueae Cass.
    1. Subtribus Cardopatiinae Less.
      1. Cardopatium Juss. (2 spp.)
      2. Cousiniopsis Nevski (1 sp.)

    2. Subtribus Carlininae Dumort.
      1. Tugarinovia Iljin (1 sp.)
      2. Atractylodes DC. (4 spp.)
      3. Carlina L. (30 spp.)
      4. Chamaeleon Cass. (5 spp.)
      5. Thevenotia DC. (2 spp.)
      6. Atractylis Boehm. (26 spp.)

    3. Subtribus Echinopsinae Cass. ex Dumort.
      1. Echinops L. (218 spp.)

    4. Subtribus Xerantheminae Cass. ex Dumort.
      1. Shangwua Yu J. Wang, Raab-Straube, Susanna & J. Quan Liu (3 spp.)
      2. Amphoricarpos Vis. (5 spp.)
      3. Chardinia Desf. (2 spp.)
      4. Siebera J. Gay (2 spp.)
      5. Xeranthemum L. (5 spp.)

    5. Subtribus Dipterocominae N. Garcia & Susanna
      1. Dipterocome Fisch. & C. A. Mey. (1 sp.)

    6. Subtribus Berardiinae N. Garcia & Susanna
      1. Berardia Vill. (1 sp.)

    7. Subtribus Staehelininae N. Garcia & Susanna
      1. Staehelina L. (4 spp.)
      2. Hirtellina Cass. (3 spp.)

    8. Subtribus Onopordinae N. Garcia & Susanna
      1. Onopordum L. (58 spp.)
      2. Syreitschikovia Pavlov (2 spp.)
      3. Xanthopappus C. Winkl. (1 sp.)
      4. Ancathia DC. (1 sp.)
      5. Olgaea Iljin (17 spp.)
      6. Lamyropappus Knorring & Tamamsch. (1 sp.)
      7. Synurus Iljin (3 spp.)
      8. Alfredia Cass. (6 spp.)

    9. Subtribus Saussureinae N. Garcia & Susanna
      1. Saussurea DC. (517 spp.)
      2. Dolomiaea DC. (20 spp.)
      3. Anacantha (Iljin) Soják (2 spp.)
      4. Cavea W. W. Sm. & Small (1 sp.)
      5. Jurinea Cass. (246 spp.)

    10. Subtribus Arctiinae N. Garcia & Susanna
      1. Cousinia Cass. (675 spp.)
      2. Arctium L. (45 spp.)

    11. Subtribus Carduinae Dumort.
      1. Galactites Moench (3 spp.)
      2. Cynara L. (11 spp.)
      3. Ptilostemon Cass. (15 spp.)
      4. Lamyropsis (Char.) Dittrich (6 spp.)
      5. Picnomon Adans. (1 sp.)
      6. Notobasis Cass. (1 sp.)
      7. Silybum Vaill. ex Adans. (2 spp.)
      8. Epitrachys K. Koch (1 sp.)
      9. Lophiolepis Cass. (104 spp.)
      10. ×Lophiocirsium Del Guacchio, Bures, Iamonico & P. Caputo (0 sp.)
      11. Cirsium Mill. (378 spp.)
      12. Tyrimnus (Cass.) Cass. (1 sp.)
      13. Carduus L. (88 spp.)
      14. Nuriaea Susanna, Calleja & Moreyra (2 spp.)
      15. Afrocarduus (Kazmi) N. Garcia, Moreyra & Susanna (10 spp.)
      16. Afrocirsium Calleja, N. Garcia, Moreyra & Susanna (3 spp.)

    12. Subtribus Centaureinae (Cass.) Dumort.
      1. Schischkinia Iljin (1 sp.)
      2. Stizolophus Cass. (4 spp.)
      3. Zoegea L. (3 spp.)
      4. Centaurodendron Johow (2 spp.)
      5. Plectocephalus D.Don (14 spp.)
      6. Phalacrachena Iljin (2 spp.)
      7. Psephellus Cass. (112 spp.)
      8. Centaurea L. (776 spp.)
      9. Hymenocephalus Jaub. & Spach (1 sp.)
      10. Phonus Hill (4 spp.)
      11. Femeniasia Susanna (1 sp.)
      12. Carduncellus Adans. (23 spp.)
      13. Carthamus L. (15 spp.)
      14. Crocodilium Hill (3 spp.)
      15. Archiserratula L. Martins (1 sp.)
      16. Serratula L. (4 spp.)
      17. Klasea Cass. (56 spp.)
      18. Crupina (Pers.) DC. (3 spp.)
      19. Rhaponticoides Vaill. (34 spp.)
      20. Karvandarina Rech.f. (2 spp.)
      21. Callicephalus C. A. Mey. (1 sp.)
      22. Cheirolophus Cass. (29 spp.)
      23. Oligochaeta (DC.) K. Koch (3 spp.)
      24. Myopordon Boiss. (6 spp.)
      25. Klaseopsis L. Martins (1 sp.)
      26. Rhaponticum Vaill. ex Ludw. (24 spp.)
      27. Ochrocephala Dittrich (1 sp.)
      28. Centaurothamnus Wagenitz & Dittrich (1 sp.)
      29. Mantisalca Cass. (6 spp.)
      30. Goniocaulon Cass. (1 sp.)
      31. Tricholepis DC. (19 spp.)
      32. Russowia C. Winkl. (1 sp.)
      33. Plagiobasis Schrenk (1 sp.)
      34. Amberboa (Pers.) Less. (13 spp.)
      35. Volutaria Cass. (16 spp.)